# Donja Plemenšćina
Donja Plemenšćina is een plaats in de gemeente Pregrada in de Kroatische provincie Krapina-Zagorje. De plaats telt 125 inwoners (2001).